# Squamish (peuple)
Pour les articles homonymes, voir Squamish.

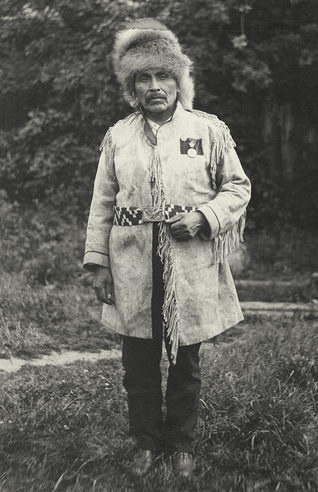
Photographie de Joe Capilano, chef squamish.

Les Squamish (nom parfois transcrit sous la forme Sḵx̱wúḿish ou encore Sḵwx̱wú7mesh , API [sqʷχʷuʔməʃ]) sont un peuple autochtone du sud-ouest de la Colombie-Britannique (Canada) dont la langue d'origine, le « squamish », fait partie des langues salish de la côte (en anglais : Coast Salish languages), qui constituent une branche des langues salish.

## Territoire traditionnel

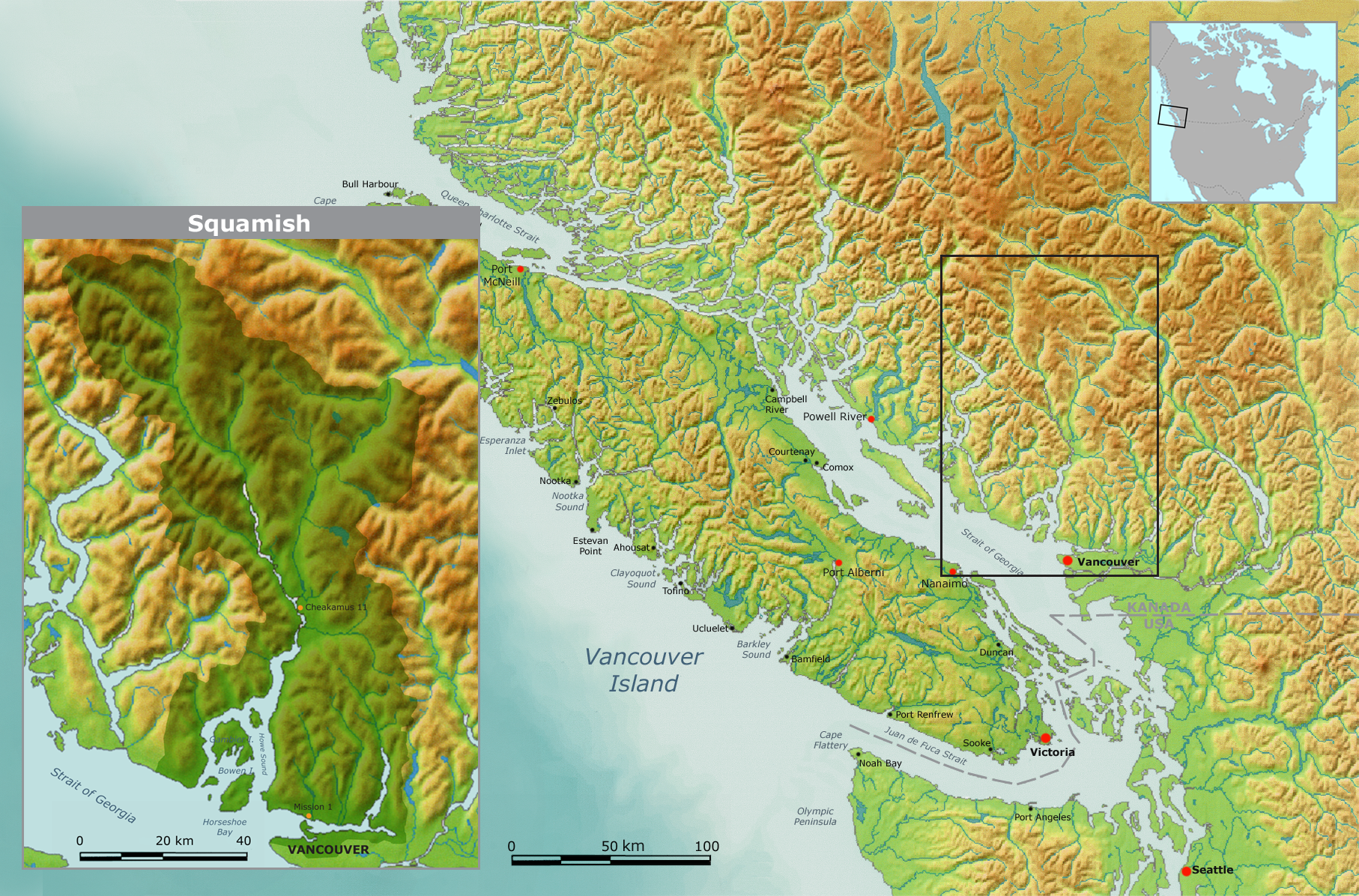
Le territoire traditionnel des Squamish

Les principales communautés squamish sont situées à proximité de la ville de Squamish et des embouchures des fleuves Capilano River, Mosquito Creek et Seymour Creek sur la baie Burrard (en anglais : Burrard Inlet) à North Vancouver. De ce fait, les Squamish constituent un des rares peuples autochtones comprenant des communautés existantes au sein d'une métropole canadienne.

## Étymologie
Sur la plupart des sites officiels des collectivités territoriales de la région, il est indiqué que le mot « Squamish » provient d'une expression en langue squamish signifiant « mère du vent » (exemple sur ce site web), cependant aucune source fiable n'est citée pour confirmer ce fait. Sur le site Wikipedia en langue anglaise, la signification proposée est « le peuple de l'eau sacrée » (en anglais : the people of the sacred water).

## Organisation politique et sociale - Nation Squamish
Au Canada, la « loi sur les Indiens » de 1876 définit le mode de gouvernement des peuples autochtones. Le terme officiel « bande » (en anglais : band), désigne son unité élémentaire. Dans le cadre de cette loi, seize tribus parlant la langue squamish, décidèrent de s'unir sous le nom de « bande Squamish » (en anglais : Squamish Band). La signature du traité officialisant cette union eut lieu le 23 juillet 1923. L'expression « nation Squamish » (en anglais : Squamish Nation) désigne les individus régis par ce traité.

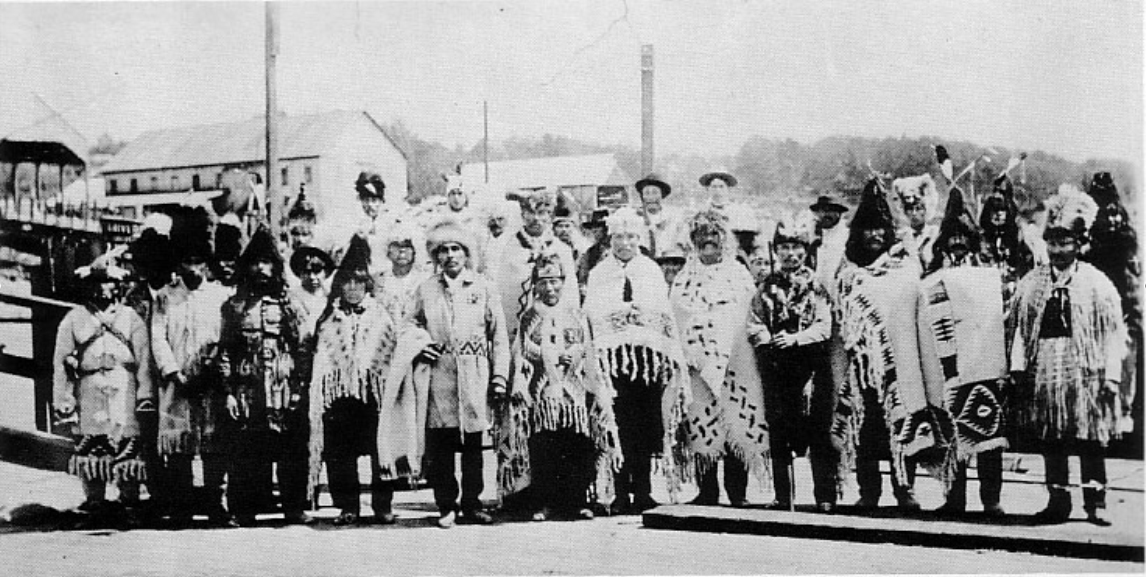
Les dirigeants de la nation Squamish en 1906, on reconnaît Joe Capilano au centre avec sa toque de fourrure

En 1981, la « nation Squamish » a adopté comme symbole visuel, un oiseau-tonnerre (en anglais : Thunderbird) dessiné par  Stan Joseph Jr. dans le style traditionnel de l'art graphique des peuples autochtones de la côte ouest de la Colombie-Britannique. Cet oiseau-tonnerre symbolise la force et le changement. Les trois plumes de sa queue représentent respectivement le passé, le présent et le futur. Entre ses serres est dessiné le visage d'un lézard qui représente la protection spirituelle pour les personnes de la « nation Squamish ».